# میدان نفتی نام‌آوران
میدان نفتی خلیج فارس دومین میدان‌های نفتی ایران که از نظر بزرگی پنجمین  میدان نفتی ایران است. این میدان در استان خوزستان و در حد فاصل بستان تا ماهشهر است. حجم کل ذخیرهٔ درجای این میدان نفتی ۴۱ میلیارد بشکه است. میدان به وسعت ۵۰ کیلومتر مربع در عمق تقریبی ۱۰۰ متر با لایهٔ نفتی به ضخامت حدود ۳۰ متر است. 